# 2008년 아일랜드 국민투표

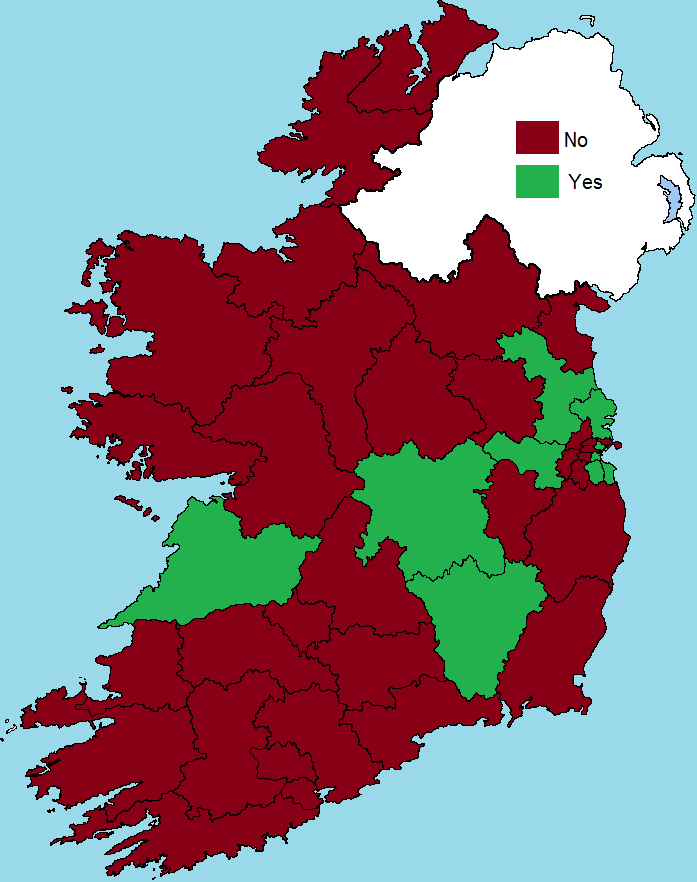
2008년 6월 13일에 공개된 국민투표 결과 (초록색: 찬성 우위, 빨간색: 반대 우위)

2008년 아일랜드 국민투표는 2008년 리스본 조약의 비준을 위해 아일랜드 정부가 실시한 국민 투표이다. 이는 2009년 1월 1일부로 유럽 연합 내에서 리스본 조약이 발효되게 하기 위한 것으로서 아일랜드 정부는 헌법 수정을 위해 국민 투표를 실시하게 됐다. 의회의 고유 권한으로 아일랜드의 국민투표는 2008년 6월 12일 이뤄졌다. 투표 결과는 찬성 46.6%(752,451표), 반대 53.4%(862,415표)를 기록하면서 리스본 조약을 위한 헌법 개정안이 부결되었다.

## 배경
아일랜드에서는 1987년 한 대법원 판례에 의해 유럽 연합에 의해 입법 예고 혹은 발의된 모든 법안이 헌법 개정을 통해 이뤄져야 한다고 못을 박았다. 이와 같은 경우는 꼭 아일랜드와 같지는 않았지만 유럽 현법 출범에 앞서 지난 2005년과 이듬해 프랑스와 네덜란드에서 벌어졌던 상황이다.
리스본 조약은 하나의 유럽을 표방하고자 하는 유럽 연합국의 조약으로서 유럽 전체의 정치 통합을 상징하고 있다. 정치 통합이란 조금 더 연합의 범주를 강력하게 격상한다는 의미도 포함한다. 사실 아일랜드는 유럽 연합의 조약 발의에 대해 국민 투표를 실시하는 유일한 국가이다. 즉 아일랜드에서는 조약에 관련한 모든 법령의 발의가 투표로 결정되는 위력을 지닌 셈이다. 유럽 연합에서는 모든 회원국이 조약 발의에 합의해야 한다는 조항을 명시하고 있기에 아일랜드의 조약 부결은 전체 26개국의 향후 통합 방안에 결정적이다. 이번 경우에는 부결되었지만 지난 2001년 니스 조약에 대해서는 간발의 차로 아일랜드에서 니스 조약에 관련한 24차 수정 헌법이 가결되었다.

## 투표
총 유권자 수는 3,051,278명이었으며 전체 유권자 가운데 1,621,037명이 투표에 참여했다. 투표율은 53.13%를 기록했다. 투표는 6월 12일 당일 아침 7시에서 밤 10시까지 진행됐다. 다음날 아침 9시에 개표가 시작되었다.

## 같이 보기
- 2009년 아일랜드 국민투표